# Let's Dance With Papa
Let's Dance With Papa (japonês: パパと踊ろう, Hepburn: Papa to Odorō) é um mangá homônimo criado por Chuya Chikazawa. Foi adaptado para uma série de anime de uma temporada de 16 episódios. Cada episódio dura 6 ou 10 minutos cada; foram emitidos pela TBS de 5 a 29 de julho 1999; na América Latina (incluindo Brasil), Portugal e Espanha. Em 8 de outubro de 2002, foi transmitido pelo canal pago Locomotion, com dublagem em seus respectivos idiomas para cada país produzido em Miami.
A série apresenta humor altamente ácido e extenso conteúdo sexual, além do uso de palavrões.

## História
Eles relatam as aventuras de um pai irresponsável, depravado e alcoólatra e seus dois filhos: Yoshiharu (um garoto) e Fukko (uma garota), dentro da rotina diária da vida.
Situações totalmente fora do comum e de outra forma grotescas moldam o mundo da família Amachi. A história envolve essa família completamente fora do comum. Shigeru Amachi é um pai irresponsável e nem um pouco dedicado, que ganha muito dinheiro em um jogo, o suficiente para não trabalhar pelo resto da vida, então ele vive como sempre quis: beber e brincar.
Seus filhos Yoshiharu e Fukko perderam a mãe desde tenra idade (aparentemente divorciados). Yoshiharu é o mais sábio da casa, mas no fundo e às vezes ele é tão pervertido quanto seu pai. Fukko é uma cópia de Shigeru, a ponto de acompanhar suas ocorrências na maioria das vezes.

## Canção de abertura
- "夏色の恋に着換えて" (Natsuiro no koi ni kigaete) - Kouji Kikkawa

## Equipe de dublagem

### Em português
- Diretor de dublagem: Marta Rhaulin
- Produtor: Ken Lorber
- Elenco:
  - Carla Cardoso - Yoshiharu Amachi
  - Marta Rhaulin - Fuko Amachi
  - Roberto Leal - Shigeru Amachi
  - Michael Le Bellot - Guen (amigo de Shigeru)
  - Neuza Martinez - Emi
  - Roy Proppenhein - Lou (amigo de Shigeru)
  - Alex Teixeira - Pai de Yoshiko
  - Ricardo Fábio - Kuneo Okita
- Vozes adicionais:
  - Aguinaldo Filho
  - Alex Teixeira
  - Don Donini
  - Elizabeth Barros Costa
  - Gustavo Andriewiski
  - Luciano Cavalcanti
  - Marcos Mendes
  - Roberto Ciantelli
  - Rolando Felizola
  - Roy Proppenhein
  - Silvia Gonçalves

### Em espanhol
- Elenco:
  - Ariadna López - Yoshiharu Amachi
  - Arianna López - Yoshiharu Amachi
  - Patricia Azán - Fuko Amachi
  - Sergio Sáez - Shigeru Amachi
  - Xavier Coronel - Shigeru Amachi
  - Eduardo Wasveiler - Amigo de Shigeru
  - José Luis Garcia - Narrador
  - Laura Termini - Chizu, Mie-san, Yuki
  - Margarita Coego - Youko
  - Mónica Mejías - Youko
  - Raúl Escalante - Marido de Yoshiko
  - Sergio Sáez - Policial
  - Verónica Rivas - Yoshiko
- Vozes adicionais:
  - Rolando Felizola

- Estúdio de dublagem:
  - Estúdios The Kitchen - Miami, FL (Brasil e América Latina)
  - The Kitchen Inc (Português brasileiro e Espanhol - Miami)